# 司馬燕
司馬燕（英語：Michelle Sze Ma Yin，1963年3月15日—2015年1月10日），原名韓少玲，香港女演員，1980年代初曾參選香港小姐，於1990年曾為閣樓雜誌拍下寫真集，紅極一時。丈夫吳忠義為印尼華僑，二人育有兩子吳澋滔和吳澋燿。2015年初因末期胃癌逝世，享年51歲。

## 生平
司馬燕早年在新界元朗成長。她於節目《今日VIP》中提到她連自己在內共有八個兄弟姊妹，自己就排行第七。在她三歲的時候，父親已經因胃癌離世。她畢業於聖公會莫壽增會督中學，在校時曾經留級。中學畢業後曾任職於美國銀行香港分行。於1980年代初曾參選香港小姐。她後來於1983年參加無綫電視劇集《射鵰英雄傳》的「理想黃蓉形象」選角打入5強，但最後不敵已故演員翁美玲。此外她也曾為無綫電視擔任幕後工作。之後司馬燕陸續參與了不同的電影演出，不過雖然她時常有性感的演出，卻只能擔當二、三綫的角色，例如1986年於電影《七年之癢》中飾演與曾志偉對酒的夜總會小姐。1990年，司馬燕為《閣樓雜誌》拍下寫真集，紅極一時。直到1996年，她與吳忠義相戀1年便結婚。自此之後，她亦退出娛樂圈，結束浮沉的演藝發展。她的長子吳澋滔於1997年出世，而二子吳澋燿則於1999年出世。
2012年10月，司馬燕剛由上海搬返香港便確診患上胃癌第三期，接受手術將整個胃部切除。一年後，司馬燕一度抗癌成功，其丈夫花費過百萬元帶她遠赴荷蘭古堡補辦婚禮兼慶祝結婚17周年。然而，司馬燕在2014年11月因癌病復發並一度發生腹膜轉移，並導致腸腎衰竭和膽管閉塞而要入住養和醫院，更有指她於2015年1月10日在昏迷後送往港島東的東區醫院搶救。大批傳媒在醫院及其位於香港島南大潭紅山半島的住所守候，等待確認有關其病情的消息。同年1月13日下午，司馬燕的家人發通告，證實她於睡夢中辭世，享年51歲。其夫吳忠義打算低調辦喪，並將她的遺體帶往加拿大溫哥華安葬。同日，無綫電視企業傳訊部宣傳科副總監曾醒明表示對司馬燕的離開深表惋惜，為作悼念，無綫電視由2015年1月14日至17日推出多個特備節目：2013年5月29日《今日VIP》的訪問、《花月佳期》以及《霓虹姊妹花》。

## 演出

### 電影演出
| 首播   | 劇名                  | 角色             | 備註             | 合作演員                                                                     |
| 1983年 | 鬼揞眼                |                  | 客串             | 艾迪、黃允材 、何思嘉、程可為 、金燕玲、朱承彩 、車保羅                      |
| 1983年 | 叔侄‧縮窒             | 白詠仙           |                  | 鄭則仕、廖偉雄、金燕玲、龍天生、葉安婷、李修賢、呂良偉                       |
| 1984年 | 愛情麥芽糖            | 石美珠           | 女主角           | 林國雄、岳華﹑李司祺、胡慧中                                                 |
| 1985年 | 平安夜                |                  | -                | 黃錦燊、陳欣健、夏文汐、余錦基、狄威、劉天蘭                                 |
| 1985年 | 求愛反斗星            |                  | -                | 張國榮、陳百祥、張艾嘉、胡大為、曹查理、李海生、李家鼎                       |
| 1985年 | 聖誕奇遇結良緣        | 出現在7-11的女子 | -                | 林子祥、岑建勳、張曼玉、劉江、廖啟智、徐錦江、午馬                           |
| 1986年 | 壞女孩                |                  | -                | 梅艷芳、陳友、胡渭康、盧業瑂、曹查理、胡楓                                   |
| 1986年 | 刀馬旦                | 蔡小姐           |                  | 林青霞、葉倩文、鍾楚紅、鄭浩南、午馬、張國強、秦沛                           |
| 1986年 | 禁果情花              | -                | -                | 湯鎮宗、盧大偉、玄智慧、沈威                                                 |
| 1986年 | 南北少林              | -                | -                | 李連杰、于承惠、智明、黃秋燕                                                 |
| 1987年 | 最後勝利              | 阿雄女朋友       |                  | 曾志偉、李麗珍、徐克                                                         |
| 1987年 | 七年之癢              | 夜總會小姐 Do Do |                  | 黃百鳴、張艾嘉、利智、曾志偉、胡楓、鄭君綿、盧海鵬                           |
| 1987年 | 猛鬼差館              | 美麗             | -                | 張學友、許冠英、陳家齊、胡楓、鄧光榮、樓南光                                 |
| 1987年 | 小生夢驚魂            | Janice           | -                | 周潤發、曾志偉、苗僑偉、胡楓、元華、梅艷芳                                   |
| 1988年 | 三對鴛鴦一張床        | 酒吧女客人       |                  | 鍾楚紅、張學友﹑金燕玲、黃錦燊、盧冠廷、李香琴                               |
| 1988年 | 霹靂先鋒              | 竊盜犯           | -                | 李修賢、周星馳、成奎安、黃光亮、何家駒、盧惠光                               |
| 1989年 | 精裝追女仔之3狼之一族 | 陳若姐的夢中情人 |                  | 馮淬帆、劉德華、張敏、邱淑貞、王晶、黄霑、周慧敏、吳君如、周潤發、鄭丹瑞     |
| 1989年 | 神勇雙妹嘜            | 舞台女演員       | 客串             | 鄭裕玲、張曼玉、陳百祥、曹查理、余慕蓮、魯芬、王晶                           |
| 1989年 | 開心巨無霸            | 阿珍             | -                | 鄭則仕、午馬、吳耀漢、岑建勳、黃霑、姜大衛、葉子楣                           |
| 1989年 | 嘩鬼有限公司          | 菲莉             |                  | 陳百祥、吳君如、邱淑貞、郭秀雲、鄭家生、王天林、駱應鈞                       |
| 1989年 | 八寶奇兵              | -                | -                | 吳君如、曾志偉、石天、邱淑貞、成奎安                                         |
| 1989年 | 霓虹姐妹花            | Ada              | 電視電影、第一集 | 梁佩玲、吳岱融、許紹雄、藍潔瑛                                               |
| 1990年 | 猛鬼霸王花            | 燕               |                  | 吳君如、林建明、許志安、曹查理、樓南光、單立文                               |
| 1990年 | 老婆，你好嘢！        |                  |                  | 鄭裕玲、曾志偉、鄭浩南、陳雅倫、張鳳妮、江欣燕、黎彼得                       |
| 1990年 | 衰鬼撬牆腳            | Mimi             | -                | 陳友、吳耀漢、張堅庭、胡楓、車保羅、林敏聰、魯芬                             |
| 1990年 | 千年女妖              |                  |                  | 張學友、王祖賢、葉蘊儀                                                       |
| 1991年 | 妖魔道                | 燕               |                  | 周慧敏、邱月清、張敏、樓南光、倪震                                           |
| 1992年 | 赤道迷情              |                  | -                | 曾航生、胡仙哈羊                                                             |
| 1992年 | 超級女警              |                  |                  | 萬梓良、朱茵、黎彼得、楊麗青、吳國敬、林超榮                                 |
| 1992年 | 風月佳人              |                  |                  | 龔慈恩、曾航生、秋文                                                         |
| 1993年 | 濟公                  | 孕婦             |                  | 周星馳、張曼玉、吳孟達、黃秋生、黃一飛、陳惠敏、梅艷芳、黃一山、劉江、苑瓊丹 |

### 電視劇 （無綫電視）
- 1983年：老洞 飾演 護士
- 1983年：警花出更
- 1983年：冤鬼再見 飾演 華靈生
- 1984年：武林世家 飾演 方尚進夫人
- 1985年：種計
- 1985年：大香港
- 1985年：楚河漢界 飾演 妃子
- 1985年：都市風情
- 1986年：陸小鳳之鳳舞九天
- 1986年：小島風雲
- 1987年：快活良緣 飾演 婢女
- 1987年：正印冤家
- 1987年：時來運到
- 1988年：誓不低頭 飾演 May
- 1988年：當代男兒
- 1989年：千外有千 飾演 小蘭（婢女）
- 1989年：打工貴族
- 1989年：相愛又如何
- 1989年：花月佳期，與郭晉安、李嘉欣、吳鎮宇、鄧萃雯、藍潔瑛、楊羚、夏雨、岳華、歐陽震華、關禮傑合演

### 節目（訪問 / 話題分享 / 遊戲嘉賓）
- 1984年：《歡樂今宵》（無綫電視）
- 1989年：《歡樂今宵》（無綫電視）
- 1990年：《今夜不設防》第4輯，第11集（亞洲電視）
- 1995年：《超級無敵獎門人》，第28集（無綫電視）
- 2006年：《東張西望》（無綫電視）
- 2009年、2013年：《霎時感動》（無綫電視）﹝2009年7月10日，《媽媽的話》，第105集; 2009年7月29日，《孔雀的悲哀》，第118集; 2013年5月13日，《朋友情深》﹞
- 2010年：《Home Sweet Home》（now香港台），第75集
- 2011年：《智醒智勁四方城》第1輯，第8集（亞洲電視，2011年3月27日）
- 2013年：《東張西望》（無綫電視）
- 2013年：《今日VIP》（無綫電視）（2013年5月29日）

### 主持
- 《K-100》
- 《勁歌金曲》
- 1983年：《好歌大家聽》
- 1983年：《停不了的音樂》（香港電視史上第一個電視音樂節目）

### 音樂錄影
- 1989年：王傑《幾分傷心幾分痴》MV

### 廣告
- 1983年：金鷹朱古力（页面存档备份，存于） (梁朝偉、司馬燕)

### 宣傳片
- 1986年：政府宣傳保護林木 （页面存档备份，存于）

## 軼聞
- 司馬燕喜愛飲酒，她能一晚與3位朋友飲下4支威士忌。不過自從2012年10月證實患上胃癌之後，她已甚少飲酒。[7]
- 司馬燕在娛樂圈中的人緣甚好，如周美鳳、吳麗珠、胡渭康、謝天華、著名攝影師戴妮廷、梁思浩、肥媽等都是她的好朋友。
- 周美鳳曾讚司馬燕性格豪放，似江湖兒女，為人不計較亦樂於助人。[8]
- 1990年，司馬燕接受亞洲電視《今夜不設防》訪問時自嘲自己是一個肥妹。
- 司馬氏儘管星途不平坦，但是她投資有道，買樓投資均大有斬獲。她分別在不同地方，例如香港、加拿大、天津與北京置業。而因為她希望兒子可以保存多些現金旁身，而且自己的病情惡化，她於2014年決定變賣北京與上海的物業。由於香港樓價太貴，加上丈夫是荷蘭人，隨時可搬回荷蘭居住，故她沒有在香港置業。[7]
- 司馬燕表示她人生首次買賣樓宇便賺過千萬。不過她亦有失手的時候，比如2008年雷曼事件就令她與丈夫合共損失約450萬港元。[9]
- 司馬燕表示由於她的父親、兄長與兩個姐姐也是死於癌症，其中兩個姊姊更分別在43歲和53歲逝世，所以她在患病後以樂觀態度面對病情，並透露她早已看透生死有命。[10]
- 她於患病期間，病情反覆。除了要切除胃部之外，亦不斷因切除胃部之後帶來的後遺症而接受手術，如因體內瘜肉增生壓膀胱尿管，在4日內做兩次手術並於膀胱裝膠管。其他身體內臟又頻出腸炎，令她多次出入醫院接受治療。
- 司馬燕表示與丈夫吳忠義的相識是源於他被公司從荷蘭派到香港工作而跟自己認識。她又說嫁個好老公與兩個乖兒子是她一生的成就。[11]
- 司馬燕的丈夫吳忠義是荷蘭籍的印尼華僑，他的主要溝通語言是英文，而只懂廣東話的司馬燕，卻未有特地學習英文與老公溝通。所以二人在相處時會出現言語不通的情況。但吳忠義慢慢學會聽廣東話，令到二人仍然了解大家，繼續相處。[12]
- 司馬燕於病危時，丈夫吳忠義守在病床照料。她力勸丈夫再娶，不要孤獨度過下半生。而吳忠義對她不離不棄。

## 外部連結
- 司馬燕的新浪微博
- 司馬燕在香港影庫上的簡介
- 司馬燕樂做師奶（now香港台《Home Sweet Home》部分訪問）（页面存档备份，存于）